# Viola (Smetana)
Viola és una obra dramaticomusical en un acte composta el 1874 per Bedřich Smetana sobre un llibret en txec d'Eliška Krásnohorská, basat en Nit de Reis de William Shakespeare. Es va estrenar l'11 de maig de 1924 al Teatre Nacional de Praga.